# Mastigia
Mastigia — рід совкових з підродини совок-п'ядунів який зустрічається в Венесуелі.

## Систематика
У складі роду:
- Mastigia epitusalis Walker, 1858